# Castianeira venusta
Castianeira venusta là một loài nhện trong họ Corinnidae.
Loài này thuộc chi Castianeira. Castianeira venusta được Richard C. Banks miêu tả năm 1898.